# HD152564
HD152564 — хімічно пекулярна зоря спектрального класу A0, що має видиму зоряну величину в смузі V приблизно  5,8.
Вона  розташована на відстані близько 982,4 світлових років від Сонця.

## Фізичні характеристики
Телескоп Гіппаркос зареєстрував фотометричну змінність  даної зорі з періодом    2,16 доби в межах від  Hmin= 5,78 до  Hmax= 5,74.

## Пекулярний хімічний склад
Зоряна атмосфера HD152564 має підвищений вміст 
Si
.